# Louis Lautrey
Edmé Marie Louis Joseph Lautrey est un écrivain et historien français né à Cousance (Jura) le 24 juillet 1864 et mort le 31 mars 1915 à Montauville (Meurthe-et-Moselle), tué pendant les combats de la guerre de 1914-1918 au lieu-dit Le Bois le Prêtre. Il fit paraître un certain nombre de recueils de poésie sous le nom de plume de François Dejoux. Il est surtout connu pour son ouvrage historique sur la vie du capitaine Lacuzon, personnage pour lequel il n'a visiblement aucune admiration contrairement à l'historien Robert Fonville qui consacra également un ouvrage à la vie du capitaine jurassien.Son nom est inscrit au Panthéon sur la plaque des écrivains morts pour la France.

## Œuvres
- Blanchefleur. La Riviera - Éditeur L. Vanier, 1894
- Daphnis et Chloé: (pastorale en vers en cinq tableaux), en vers d'après le roman grec - Éditeur	A. Lemerre, 1895
- Saint- François d'Assise, (poème en dialogues) paru sous le pseudonyme de François Dejoux  - Éditeur Alphonse Lemerre, 1897
- Aïssé, (comédie en 5 actes), en vers, parue sous le pseudonyme de François Dejoux  Éditeur Alphonse Lemerre 1898
- La Baronnie de Chevreau, terrier de 1659 - Éditeur Impr. Lucien Declume, 1902
- Polycrate, Tyran de Samos (drame en vers) - Éditeur Alphonse Lemerre 1903
- La Chanson naïve, (poésies), parue sous le pseudonyme de François Dejoux - Éditeur Alphonse Lemerre 1904
- Les Remords de Racine (drame en vers), - Éditeur Alphonse Lemerre 1905
- Michel de Montaigne, Journal de voyage, traduction de l'italien du Voyage en Italie de Montaigne, Paris, Hachette, 1906 - Prix Saintour de l'Académie française 1907
- Poèmes - Éditeur	imp. L. Declume, 1907
- Poèmes d'Israël, Librairie Fischbacher, Paris, 1910
- Vie du capitaine La Cuson (1607-1681), Paris, 1913
- Hélène de Tournon (drame en vers), parue sous le pseudonyme de François Dejoux - Éditeur Alphonse Lemerre, 1914